# Tartagal
Tartagal est une ville de la province de Salta, en Argentine, et le chef-lieu du département de General José de San Martín.
Avec une population de 56 308 habitants en 2001, elle est le centre d'une des zones les plus riches de la province. Dans ses environs se trouve en effet le second bassin gazier du pays. La ville constitue par ailleurs un nœud commercial au sein du Mercosur.
Elle est distante de 365 km de la ville de Salta, de 55 km de la frontière bolivienne, de 103 km de celle du Paraguay, et de 1 736 km de Buenos Aires. Tartagal est connectée avec le reste de la province et du pays au moyen de la route nationale 34 et le chemin de fer appelé Ferrocarril General Belgrano. 

C'est aussi à Tartagal que débute la route nationale 86, en direction des rives du río Pilcomayo et de la frontière avec le Paraguay.

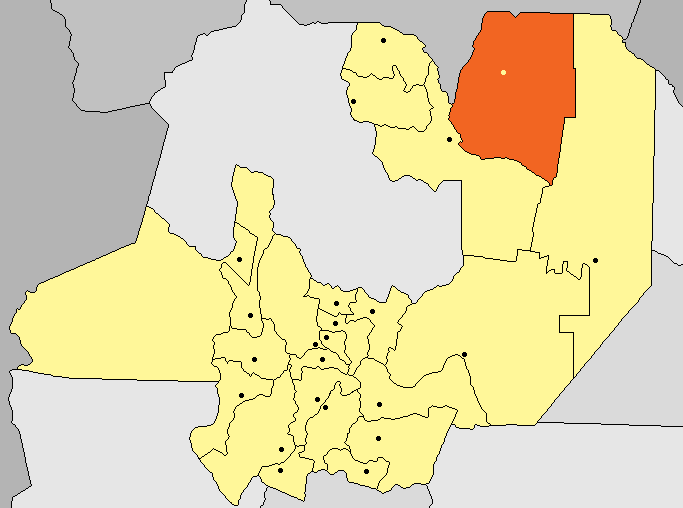
La localisation de la ville dans la province de Salta